# Criptocristalina
La textura criptocristalina (del griego κρυπτός kryptós 'oculto' y κρυστάλλινος krystállinos, 'de cristal') se refiere al aspecto físico de ciertas rocas que se caracterizan por estar formadas por cristales diminutos, no observables a simple vista. Su naturaleza cristalina solo es observable, e incluso con dificultad, en muestras cortadas en lámina delgada por medio del microscopio petrográfico o por medio de un microscopio electrónico.
Entre las rocas sedimentarias, por ejemplo, el sílex y el chert son criptocristalinas. El carbonado, una forma de diamante conocida como «diamante negro», también es criptocristalino. Algunas rocas volcánicas, especialmente las de tipo ácido, como las felsitas y las riolitas, pueden tener una matriz criptocristalina, a diferencia de la obsidiana (ácida) o la taquilita (básica), que son vidrios naturales, sin estructura cristalina. El ónix, la calcedonia y el ágata también presentan una textura criptocristalina.